# Jean-Bernard Kaupert
Jean-Bernard Kaupert, né à Kleinhereth le 27 avril 1786 et mort le 10 mai 1863 à Tolochenaz, est un musicien, enseignant, pédagogue et chef de chœur vaudois.

## Biographie
Jean-Bernard Kaupert se trouve à l'origine de l'engouement pour la musique chorale en Suisse romande. Après des études de théologie effectuées à Iéna, il émigre en Suisse en 1811 et devient maître d'école à Nyon, avant de partir pour Morges, dont il obtient la bourgeoisie en 1817. Il s'installe ensuite définitivement dans sa propriété de Vert-Clos, à Tolochenaz. Convaincu par les préceptes pédagogiques d'Henri Pestalozzi, il cherche à les mettre en pratique et ouvre pour cela une école privée plus sensible à une éducation qui soit véritablement fonctionnelle, traitant par exemple l'histoire du fait le plus récent au plus éloigné dans le temps.
À partir de 1830, Jean-Bernard Kaupert applique ses principes pédagogiques à la musique, et, avec l'aide d'André Spaeth, directeur de la Société de musique de Morges, il fait la promotion du chant national. Il publie ainsi le Chant national suisse, recueil de quatorze chansons emblématiques du pays, à l'origine d'un engouement nouveau pour la musique chorale en Suisse romande. Pour que ses idées touchent le public le plus large possible, Jean-Bernard Kaupert donne également des cours de chant, d'abord à Morges, puis de façon itinérante, dans les bourgs et les villes de Rolle, Aubonne, Genève, Lausanne, Vevey, Échallens et Yverdon-les-Bains. Il se voue véritablement à la propagation de l'art choral, allant jusqu'à donner ses cours gratuitement. La musique chorale est alors investie d'une fonction socialisante et perçue comme un puissant allié de l'éducation religieuse, morale et politique.
Bien que reconnue d'utilité publique, la mission de Jean-Bernard Kaupert n'a jamais été soutenue financièrement par le canton de Vaud, celui-ci se bornant à relever l'aspect dangereusement révolutionnaire de son enseignement. Si la plupart des sociétés de chant fondées à cette période et sous l'impulsion de Jean-Bernard Kaupert s'éteignent aussi rapidement qu'elles sont nées, faute de successeurs en nombre suffisant, il ne faut néanmoins pas négliger l'importance de ce mouvement, véritable impulsion en faveur de la musique chorale vaudoise, à la base de l'essor des sociétés de chant qui marque la fin du XVIIIe siècle en Suisse romande.

## Sources
- « Jean-Bernard Kaupert », sur la base de données des personnalités vaudoises sur la plateforme « Patrinum » de la Bibliothèque cantonale et universitaire de Lausanne.
- Mützenberg, Gabriel, Grands pédagogues de Suisse romande, Lausanne, l'Âge d'Homme, 1997, p. 203-205
- Burdet, Jacques, Les origines du chant choral dans le canton de Vaud, Lausanne, Association vaudoise des directeurs de chant, 1946. p. 101-168
- Dictionnaire des musiciens suisses, Zurich, Atlantis Verlag, 1964, p. 203.
- Article Jean-Bernard Kaupert dans le Dictionnaire historique de la Suisse en ligne.
- Notices d'autorité :   - VIAF
  - ISNI
  - GND